# Sędziejowice
Sędziejowice è un comune rurale polacco del distretto di Łask, nel voivodato di Łódź.
Ricopre una superficie di 120,17 km² e nel 2004 contava 6 533 abitanti.